# Hieracium subcaesium
Hieracium subcaesium là một loài thực vật có hoa trong họ Cúc. Loài này được (Fr.) Lindeb. mô tả khoa học đầu tiên năm 1869.